# 11-я воздушно-десантная дивизия
11-я воздушно-десантная дивизия (англ. 11th Airborne Division) — тактическое соединение Армии США, впервые сформированное 25 февраля 1943 года во время Второй мировой войны. Состоя на тот момент из одного парашютно-десантного и двух планерных пехотных (glider infantry) полков, а также вспомогательных войск, дивизия проходила тщательную подготовку в течение всего 1943 года. Это сыграло жизненно важную роль в успешном манёвре Ноллвуда, который был организован для определения жизнеспособности крупномасштабных американских воздушно-десантных соединений после того, как их полезность была поставлена под сомнение после разочаровывающих результатов во время вторжения союзников на Сицилию.
Находившаяся в резерве в Соединённых Штатах в течение первой половины 1944 года, в июне дивизия была переброшена на Тихоокеанский театр военных действий. По прибытии он вступил в период интенсивных тренировок и акклиматизации, и к ноябрю был признан боеготовым. 11-я воздушно-десантная дивизия впервые приняла участие в боевых действиях на острове Лейте на Филиппинах, но в традиционной роли пехоты. В январе 1945 года дивизия приняла участие во вторжении на Лусон. Два полка планерной пехоты снова действовали как обычная пехота, захватив плацдарм, прежде чем пробиться вглубь страны. Парашютно-десантный полк несколько дней находился в резерве, прежде чем провести первую воздушно-десантную операцию дивизии — боевую высадку на хребте Тагайтай. Воссоединившись, дивизия участвовала в освобождении Манилы, а две роты десантников провели дерзкий рейд на лагерь для интернированных Рейд на Лос-Баньос, освободив две тысячи мирных жителей. Последняя боевая операция 11-й воздушно-десантной дивизии в период Второй мировой войны была проведена на севере острова Лусон в районе Апарри в помощь объединённым американским и филиппинским силам, которые занимались подавлением оставшегося японского сопротивления на острове.
30 августа 1945 года дивизия была отправлена на юг Японии в составе оккупационных сил. Четыре года спустя она была отозвана в Соединённые Штаты, где стала учебным формированием. Один парашютно-десантный полк был выделен для участия в Корейской войне, но 30 июня 1958 года дивизия была расформирована. Она была ненадолго восстановлена 1 февраля 1963 года как 11-я воздушно-десантная дивизия (испытательная) для изучения теории и практической тактики вертолётного нападения и расформирована 29 июня 1965 года. Личный состав и техника дивизии были переданы во вновь сформированную 1-ю кавалерийскую дивизию (аэромобильную).
На слушаниях в Комитете по вооружённым силам Сената 5 мая 2022 года министр армии Кристин Вормут объявила, что летом 2022 года штаб Аляскинского командования Армии США будет переименован в 11-ю воздушно-десантную дивизию, и две бригады на Аляске войдут в состав этой дивизии.

## История
11-я воздушно-десантная дивизия была официально активирована в Кэмп-Макколл, Северная Каролина, 25 февраля 1943 года под командованием генерал-майора Джозефа М. Свинга. Первоначальные боевые формирования включали 511-й парашютный пехотный полк; 187-й и 188-й полки планерной пехоты; 457-й батальон парашютной полевой артиллерии; 674-й и 675-й батальоны планерной полевой артиллерии.
В период с февраля по декабрь 1943 года М. Г. Свинг превратил подразделение в боеспособное формирование. Отличное выступление дивизии в маневрах «Ноллвуд» в Северной Каролине убедило Военное министерство в ценности дивизионных воздушно-десантных частей. М. Г. Свинг стал автором «Циркуляра военного министерства № 113», который стал библией для воздушно-десантных операций США.
В начале 1944 года 11-я воздушно-десантная дивизия прошла подготовку в Форт-Полке, штат Луизиана, а затем была переброшена в Новую Гвинею в юго-западной части Тихого океана, где завершила свою боевую подготовку.
18 ноября 1944 года 11-я воздушно-десантная дивизия без сопротивления высадилась на Лейте, Филиппины, и начала боевые действия. Она уничтожила две вражеские дивизии на перевалах в джунглях возле Джаро, а затем провела несколько небольших десантов, синхронизированных с воздушными десантами.
Участвуя в десанте на Лусон 31 января 1945 года, 11-я воздушно-десантная дивизия возглавила атаку 6-й армии, высадившись на хребет Тагайтай и сражаясь за освобождение Манилы. 23 февраля 1945 года 11-я воздушно-десантная дивизия совершила дерзкий рейд на японский лагерь для заключенных в Лос-Баньос, Лусон, и спасла 2 147 гражданских интернированных союзников. Кроме того, бойцы дивизии провели другие сложные операции на море и на парашютах, выводя противника из равновесия своевременными точными атаками, которые продолжались до августа 1945 года.
Затем 11-я воздушно-десантная дивизия была переброшена на Окинаву, чтобы стать авангардом послевоенных японских оккупационных сил. Она оставалась в Японии до мая 1949 года, когда была передислоцирована в Форт-Кэмпбелл, штат Кентукки.
В 1950 году 187-й планерный пехотный полк (187th Glider Infantry Regiment) и 674-й батальон полевой артиллерии (674th Airborne Field Artillery Battalion) были преобразованы в 187-ю полковую боевую группу (187th Regimental Combat Team). В течение двух лет она воевала в Корее, где провела два боевых парашютных десанта.
11-я воздушно-десантная дивизия была развёрнута в Германии в начале 1956 года, а затем деактивирована 1 августа 1958 года. Она была восстановлена в Форт-Кэмпбелл, штат Кентукки, 1 февраля 1963 года и стала 11-й десантно-штурмовой дивизией (испытательной) (11th Air Assault Division (Test)), чтобы разработать и усовершенствовать тактику и оборудование воздушного штурма для новой вертолётной тактики. По завершении этой миссии 11-я десантно-штурмовая дивизия была инактивирована 29 июня 1965 года.
За выдающуюся галантность и бесстрашие, проявленные сверх служебного долга, два солдата 11-й десантной дивизии были посмертно награждены Медалью Почёта за доблестные действия на Филиппинских островах во время Второй мировой войны. Это рядовой Элмер Э. Фрайар и рядовой первого класса Мануэль Перес младший.
11-я воздушно-десантная дивизия была вновь активирована в день «Д», 6 июня 2022 года, на церемониях в Форт-Уэйнрайт и на объединённой базе Элмендорф — Ричардсон. В настоящее время её штаб-квартира находится на объединённой базе Элмендорф — Ричардсон, штат Аляска.

## Состав

### 1942—1945
- 187-й планерный пехотный полк (187th Glider Infantry Regiment)
- 188-й планерный пехотный полк (188th Glider Infantry Regiment)
- 511-й парашютный пехотный полк (511th Parachute Infantry Regiment)
- 541-й парашютный пехотный полк (541st Parachute Infantry Regiment) — присоединён в июле 1945 года, расформирован с распределением личного состава в 187-й, 188-й, 511-й полки
- Артиллерийское командование (Division Artillery)
  - Штабная батарея (Headquarters Battery, Division Artillery)
  - 457-й парашютный артиллерийский дивизион (457th Parachute Field Artillery Battalion) (75 пушки)
  - 472-й планерный артиллерийский дивизион (472nd Glider Field Artillery Battalion) (75 пушки)
  - 674-й планерный артиллерийский дивизион (674th Glider Field Artillery Battalion) (75 пушки) (в июле 1945 переформирован в парашютный артиллерийский дивизион)
  - 675-й планерный артиллерийский дивизион (675th Glider Field Artillery Battalion) (105 гаубицы)
  - 152-й зенитный артиллерийский дивизион (152nd Airborne Anti-Aircraft Battalion) (пулемёты M2 и 57-м противотанковые пушки QF 6 pounder))
- 127-й инженерный батальон (127th Airborne Engineer Battalion)
- 408-я квартирмейстерская рота (408th Airborne Quartermaster Company)
- 11-я рота технического обслуживания (11th Parachute Maintenance Company)
- 711-я рота боеприпасов (711th Airborne Ordnance Company)
- 221-я медицинская рота (221st Airborne Medical Company)
- 511-я рота связи (511th Airborne Signal Company)[4]

## Воссоздание

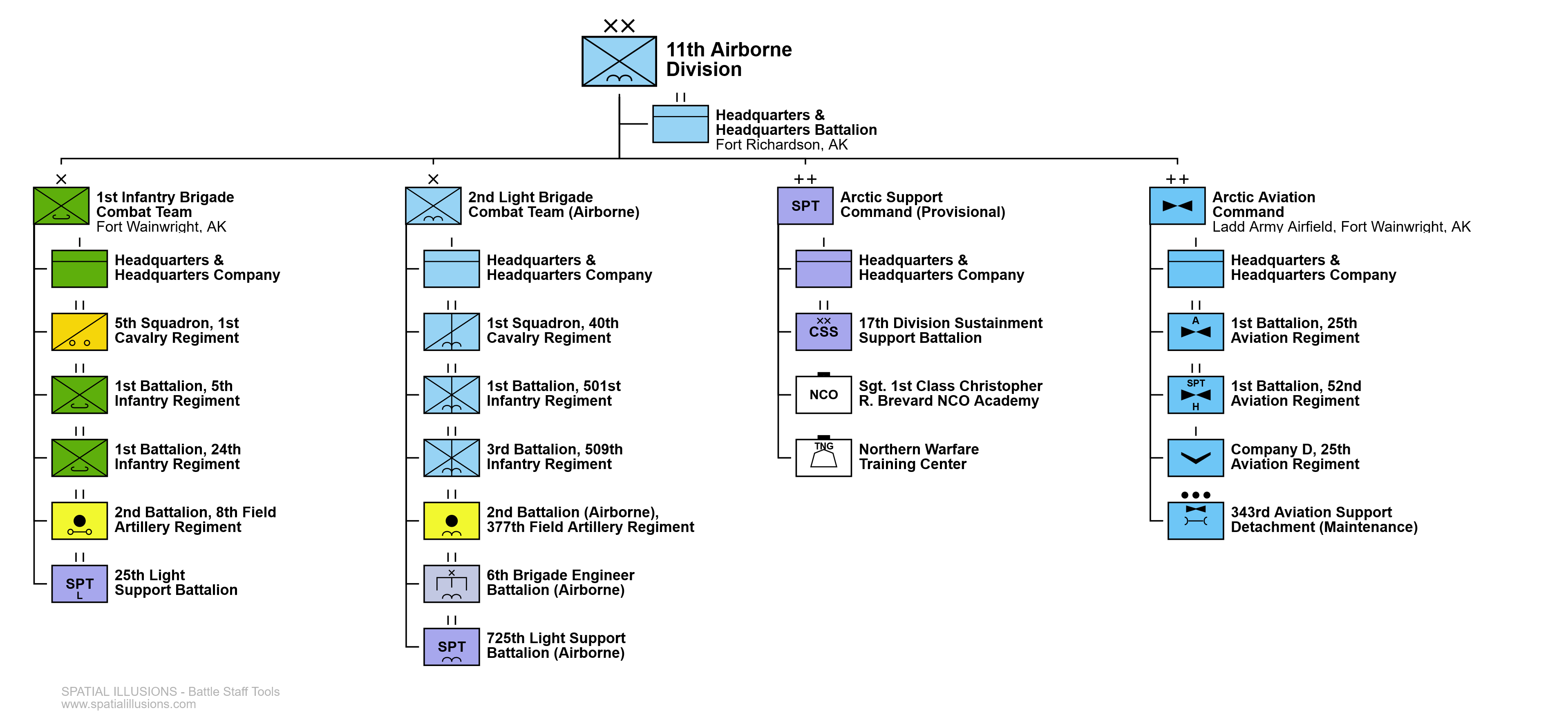
Состав на 2024 год

5 мая 2022 года во время слушаний в Сенатском комитете по вооружённым силам министр армии Кристин Вормут и начальник штаба армии генерал Джеймс Макконвилл объявили, что Аляскинское командование Армии США (United States Army Alaska) будет переименовано в 11-ю воздушно-десантную дивизию. По словам Вормута и Макконвилла, цель реорганизации состоит в том, чтобы дать базирующимся на Аляске силам лучшее чувство цели и идентичности во время всплеска самоубийств. Реорганизация также призвана сделать акцент на арктической стратегии Армии США. Сенатор Дэн Салливан от Аляски сказал: «Это историческое событие для наших вооружённых сил, базирующихся на Аляске, переименование Аляскинского командования Армии США под знаменем 11-й воздушно-десантной дивизии представляет двойную возможность для нашей страны — обновить дух и цель наших солдат, базирующихся на Аляске, связав их с гордой и легендарной историей этой дивизии, и лучше выполнять роль Америки как арктической нации».
По словам М. Г. Эйфлера, для полного развёртывания штатов подразделения потребуется время, но текущие обсуждения структуры дивизии позволяют сделать выводы, какие формирования будет включать в себя 11-я дивизия:
| Текущее формирование                                                     | Предполагаемый состав 11-й вдд                                 |
| ------------------------------------------------------------------------ | -------------------------------------------------------------- |
| Управление Аляскинского командования                                     | Управление 11-й воздушно-десантной дивизии                     |
| 1-я механизированная бригада 25-й пехотной дивизии                       | 1-я пехотная бригада 11-й воздушно-десантной дивизии           |
| 4-я воздушно-десантная бригада 25-й пехотной дивизии                     | 2-я воздушно-десантная бригада 11-й воздушно-десантной дивизии |
|                                                                          | Артиллерийское командование 11-й воздушно-десантной дивизии    |
| 1-й батальон 52-го авиационного полка 16-й бригады армейской авиации     | Бригада армейской авиации 11-й воздушно-десантной дивизии      |
| 1-й батальон 25-го авиационного полка бригады АА 25-й пехотной дивизии   | Бригада армейской авиации 11-й воздушно-десантной дивизии      |
| Рота D (MQ-1C) 25-го авиационного полка бригады АА 25-й пехотной дивизии | Бригада армейской авиации 11-й воздушно-десантной дивизии      |
| Арктическое командование поддержки                                       | Бригада поддержки 11-й воздушно-десантной дивизии              |

Наряду с реактивацией 11-й воздушно-десантной дивизии, 25 апреля 2022 года G-1 Армии США разрешил ношение арктической нашивки солдатами, приписанными к организациям на Аляске, в качестве временной нашивки с определенными знаками отличия на плечах и рукавах (SSI). Это означает, что десантники 11-й воздушно-десантной дивизии станут первым подразделением армии США, которому будут разрешены две вкладки с обозначением подразделения с их SSI, вкладка Airborne и вкладка Arctic.
6 июня 2022 года во время отдельных церемоний в Форт-Уэйнрайте (Фэрбанкс) и Эльмендорф — Ричардсон 1-й механизированной и 4-й воздушно-десантной бригад 25-й пехотной дивизии были переименованы в 1-ю пехотную и 2-ю воздушно-десантную бригады 11-й воздушно-десантной дивизии соответственно. Все подразделения бывшего Аляскинского командования Армии США были включены в состав новой дивизии. Также было объявлено, что 1/11-я пехотная бригада летом 2022 разберёт свои страйкеры на запчасти, а также передаст исправные машины другим армейским механизированным подразделениям. После этих изменений бригада испытает несколько новых транспортных средств, в том числе двухзвенный гусеничный вездеход CATV, который заменит прежние Stryker. 2-я бригада дивизии останется, в основном, неизменной.